# トリノナコンタン
| トリノナコンタン | トリノナコンタン |
| ---------------- | ---------------- |
| CH3(CH2)91CH3    |                  |
| IUPAC名          | トリノナコンタン |
| 分子式           | C93H188          |
| 分子量           | 1306.4878        |
| CAS登録番号      | 7667-96-1        |

トリノナコンタン (Trinonacontane) とは、直鎖状のアルカンの1種。炭素原子が93個、分岐することなく一列に連なっている。分子式はC93H188。分子量は1306.4878。